# Petter Rudi
Petter Normann Rudi (Kristiansund, 17 settembre 1973) è un dirigente sportivo ed ex calciatore norvegese, di ruolo centrocampista.

## Caratteristiche tecniche
Rudi ha giocato da centrocampista centrale, ma era in grado di ricoprire anche la posizione di esterno destro. È stato Åge Hareide a scoprirlo, all'epoca allenatore del Molde, che ha elogiato le sue qualità di calciatore veloce, dotato di ottima tecnica e buon rifinitore.

## Carriera

### Club
Giocò con club europei in cinque diversi campionati nazionali: Norvegia, Belgio, Italia, Inghilterra e Austria. Debuttò nella massima divisione norvegese il 12 maggio 1991, sostituendo Morten Kristiansen nel pareggio casalingo per uno a uno contro il Fyllingen. Il 16 agosto 1992 segnò la prima rete nella massima divisione norvegese, nel successo per quattro a zero in casa del Mjøndalen. Si impose come titolare nel Molde, ma nel 1996 passò in prestito al Gent.
Successivamente fu ingaggiato dal Perugia. Proprio nel capoluogo umbro, il 31 gennaio 1997 giunse in prestito con diritto di riscatto dal Molde. La squadra di Luciano Gaucci pagò centocinquanta milioni di lire al club norvegese, strappando quindi un diritto di riscatto a tre miliardi, oltre a duecentotrenta milioni che sono andati al Gent come "risarcimento", poiché il club belga lo aveva tesserato in prestito fino a giugno dello stesso anno. Durante la permanenza in Serie A, totalizzò quattordici presenze e una rete, nel cinque a uno interno sul Bologna del 15 maggio 1997.
Dopo non essere stato riscattato dal Perugia, tornò al Molde e nell'ottobre 1997 passò agli inglesi dello Sheffield Wednesday di David Pleat, debuttando contro il Tottenham Hotspur. Le sue prestazioni iniziali lo resero popolare tra i tifosi dello Sheffield e diventò un membro fisso della squadra anche sotto la gestione di Ron Atkinson, che sostituì l'esonerato Pleat nel corso della stagione. Non andò mai a segno con la maglia dello Sheffield Wednesday, ma insaccò il suo rigore nel terzo turno della FA Cup 1997-1998, vinto proprio ai penalty dalla sua squadra per cinque a tre sul Watford. Successivamente, proseguì la sua carriera con le maglie di Lokeren, Germinal Beerschot e Austria Vienna. Terminò la sua carriera nelle file del Gent.

### Nazionale
Giocò nella Norvegia per 46 volte, andando a segno in tre occasioni. Esordì il 26 novembre 1995, nella sfida amichevole contro la Giamaica: giocò titolare e la gara si concluse con un pareggio per uno a uno. Fu tra i protagonisti dell'amichevole disputata a Oslo contro il Brasile nel 1997, terminata quattro a due in favore degli scandinavi: proprio Rudi, infatti, aprì le marcature dopo nove minuti di gioco. Questa sconfitta interruppe la serie positiva della Seleção: infatti la Nazionale brasiliana era imbattuta da metà del 1993, quando era stata sconfitta dalla Germania.

## Statistiche

### Cronologia presenze e reti in nazionale
| Cronologia completa delle presenze e delle reti in nazionale ― Norvegia | Cronologia completa delle presenze e delle reti in nazionale ― Norvegia | Cronologia completa delle presenze e delle reti in nazionale ― Norvegia | Cronologia completa delle presenze e delle reti in nazionale ― Norvegia | Cronologia completa delle presenze e delle reti in nazionale ― Norvegia | Cronologia completa delle presenze e delle reti in nazionale ― Norvegia | Cronologia completa delle presenze e delle reti in nazionale ― Norvegia | Cronologia completa delle presenze e delle reti in nazionale ― Norvegia |
| Data                                                                    | Città                                                                   | In casa                                                                 | Risultato                                                               | Ospiti                                                                  | Competizione                                                            | Reti                                                                    | Note                                                                    |
| ----------------------------------------------------------------------- | ----------------------------------------------------------------------- | ----------------------------------------------------------------------- | ----------------------------------------------------------------------- | ----------------------------------------------------------------------- | ----------------------------------------------------------------------- | ----------------------------------------------------------------------- | ----------------------------------------------------------------------- |
| 26-11-1995                                                              | Kingston                                                                | Giamaica                                                                | 1 – 1                                                                   | Norvegia                                                                | Amichevole                                                              | -                                                                       | 24’                                                                     |
| 29-11-1995                                                              | Port of Spain                                                           | Trinidad e Tobago                                                       | 3 – 2                                                                   | Norvegia                                                                | Amichevole                                                              | -                                                                       |                                                                         |
| 7-2-1996                                                                | Las Palmas                                                              | Spagna                                                                  | 1 – 0                                                                   | Norvegia                                                                | Amichevole                                                              | -                                                                       |                                                                         |
| 27-3-1996                                                               | Belfast                                                                 | Irlanda del Nord                                                        | 0 – 2                                                                   | Norvegia                                                                | Amichevole                                                              | -                                                                       |                                                                         |
| 24-4-1996                                                               | Oslo                                                                    | Norvegia                                                                | 0 – 0                                                                   | Spagna                                                                  | Amichevole                                                              | -                                                                       |                                                                         |
| 2-6-1996                                                                | Oslo                                                                    | Norvegia                                                                | 5 – 0                                                                   | Azerbaigian                                                             | Qual. Mondiali 1998                                                     | -                                                                       |                                                                         |
| 1-9-1996                                                                | Oslo                                                                    | Norvegia                                                                | 1 – 0                                                                   | Georgia                                                                 | Qual. Mondiali 1998                                                     | -                                                                       | 46’                                                                     |
| 29-3-1997                                                               | Dubai                                                                   | Emirati Arabi Uniti                                                     | 1 – 4                                                                   | Norvegia                                                                | Amichevole                                                              | -                                                                       |                                                                         |
| 30-5-1997                                                               | Oslo                                                                    | Norvegia                                                                | 4 – 2                                                                   | Brasile                                                                 | Amichevole                                                              | 1                                                                       | 46’                                                                     |
| 8-6-1997                                                                | Budapest                                                                | Ungheria                                                                | 1 – 1                                                                   | Norvegia                                                                | Qual. Mondiali 1998                                                     | 1                                                                       |                                                                         |
| 20-7-1997                                                               | Reykjavík                                                               | Islanda                                                                 | 0 – 1                                                                   | Norvegia                                                                | Amichevole                                                              | -                                                                       | 46’                                                                     |
| 20-8-1997                                                               | Helsinki                                                                | Finlandia                                                               | 0 – 4                                                                   | Norvegia                                                                | Qual. Mondiali 1998                                                     | 1                                                                       |                                                                         |
| 6-9-1997                                                                | Baku                                                                    | Azerbaigian                                                             | 0 – 1                                                                   | Norvegia                                                                | Qual. Mondiali 1998                                                     | -                                                                       |                                                                         |
| 10-9-1997                                                               | Oslo                                                                    | Norvegia                                                                | 5 – 0                                                                   | Svizzera                                                                | Qual. Mondiali 1998                                                     | -                                                                       |                                                                         |
| 8-10-1997                                                               | Oslo                                                                    | Norvegia                                                                | 0 – 0                                                                   | Colombia                                                                | Amichevole                                                              | -                                                                       | 46’                                                                     |
| 25-2-1998                                                               | Marsiglia                                                               | Francia                                                                 | 3 – 3                                                                   | Norvegia                                                                | Qual. Mondiali 1998                                                     | -                                                                       | 46’                                                                     |
| 20-5-1998                                                               | Oslo                                                                    | Norvegia                                                                | 5 – 2                                                                   | Messico                                                                 | Amichevole                                                              | -                                                                       | 46’                                                                     |
| 19-8-1998                                                               | Oslo                                                                    | Norvegia                                                                | 0 – 0                                                                   | Romania                                                                 | Amichevole                                                              | -                                                                       | 58’                                                                     |
| 6-9-1998                                                                | Oslo                                                                    | Norvegia                                                                | 1 – 3                                                                   | Lettonia                                                                | Qual. Euro 2000                                                         | -                                                                       | 80’                                                                     |
| 18-11-1998                                                              | Il Cairo                                                                | Egitto                                                                  | 1 – 1                                                                   | Norvegia                                                                | Amichevole                                                              | -                                                                       | 90’                                                                     |
| 10-2-1999                                                               | Pisa                                                                    | Italia                                                                  | 0 – 0                                                                   | Norvegia                                                                | Amichevole                                                              | -                                                                       |                                                                         |
| 27-3-1999                                                               | Atene                                                                   | Grecia                                                                  | 0 – 2                                                                   | Norvegia                                                                | Qual. Euro 2000                                                         | -                                                                       |                                                                         |
| 28-4-1999                                                               | Tbilisi                                                                 | Georgia                                                                 | 1 – 4                                                                   | Norvegia                                                                | Qual. Euro 2000                                                         | -                                                                       | 83’                                                                     |
| 20-5-1999                                                               | Oslo                                                                    | Norvegia                                                                | 6 – 0                                                                   | Giamaica                                                                | Amichevole                                                              | -                                                                       | 46’                                                                     |
| 30-5-1999                                                               | Oslo                                                                    | Norvegia                                                                | 1 – 0                                                                   | Georgia                                                                 | Qual. Euro 2000                                                         | -                                                                       | 46’                                                                     |
| 5-6-1999                                                                | Tirana                                                                  | Albania                                                                 | 1 – 2                                                                   | Norvegia                                                                | Qual. Euro 2000                                                         | -                                                                       | 79’                                                                     |
| 4-9-1999                                                                | Oslo                                                                    | Norvegia                                                                | 1 – 0                                                                   | Grecia                                                                  | Qual. Euro 2000                                                         | -                                                                       | 67’                                                                     |
| 2-6-2001                                                                | Kiev                                                                    | Ucraina                                                                 | 0 – 0                                                                   | Norvegia                                                                | Qual. Mondiali 2002                                                     | -                                                                       |                                                                         |
| 6-6-2001                                                                | Oslo                                                                    | Norvegia                                                                | 1 – 1                                                                   | Bielorussia                                                             | Qual. Mondiali 2002                                                     | -                                                                       | 71’                                                                     |
| 15-8-2001                                                               | Oslo                                                                    | Norvegia                                                                | 1 – 1                                                                   | Turchia                                                                 | Amichevole                                                              | -                                                                       |                                                                         |
| 1-9-2001                                                                | Cracovia                                                                | Polonia                                                                 | 3 – 0                                                                   | Norvegia                                                                | Qual. Mondiali 2002                                                     | -                                                                       |                                                                         |
| 5-9-2001                                                                | Oslo                                                                    | Norvegia                                                                | 3 – 2                                                                   | Galles                                                                  | Qual. Mondiali 2002                                                     | -                                                                       |                                                                         |
| 6-10-2001                                                               | Erevan                                                                  | Armenia                                                                 | 1 – 4                                                                   | Norvegia                                                                | Qual. Mondiali 2002                                                     | -                                                                       |                                                                         |
| 12-2-2003                                                               | Heraklion                                                               | Grecia                                                                  | 1 – 0                                                                   | Norvegia                                                                | Amichevole                                                              | -                                                                       | 82’                                                                     |
| 2-4-2003                                                                | Lussemburgo                                                             | Lussemburgo                                                             | 0 – 2                                                                   | Norvegia                                                                | Qual. Euro 2004                                                         | -                                                                       | 46’                                                                     |
| 30-4-2003                                                               | Dublino                                                                 | Irlanda                                                                 | 1 – 0                                                                   | Norvegia                                                                | Amichevole                                                              | -                                                                       | 65’                                                                     |
| 4-9-2004                                                                | Palermo                                                                 | Italia                                                                  | 2 – 1                                                                   | Norvegia                                                                | Qual. Mondiali 2006                                                     | -                                                                       | 13’                                                                     |
| 8-9-2004                                                                | Oslo                                                                    | Norvegia                                                                | 1 – 1                                                                   | Bielorussia                                                             | Qual. Mondiali 2006                                                     | -                                                                       | 46’                                                                     |
| 22-1-2005                                                               | Madinat al-Kuwait                                                       | Kuwait                                                                  | 1 – 1                                                                   | Norvegia                                                                | Amichevole                                                              | -                                                                       |                                                                         |
| 25-1-2005                                                               | Riffa                                                                   | Bahrein                                                                 | 0 – 1                                                                   | Norvegia                                                                | Amichevole                                                              | -                                                                       | 46’                                                                     |
| 28-1-2005                                                               | Amman                                                                   | Giordania                                                               | 0 – 0                                                                   | Norvegia                                                                | Amichevole                                                              | -                                                                       | 71’                                                                     |
| 9-2-2005                                                                | Ta' Qali                                                                | Malta                                                                   | 0 – 3                                                                   | Norvegia                                                                | Amichevole                                                              | -                                                                       |                                                                         |
| 20-4-2005                                                               | Tallinn                                                                 | Estonia                                                                 | 1 – 2                                                                   | Norvegia                                                                | Amichevole                                                              | -                                                                       | 64’                                                                     |
| 26-1-2006                                                               | San Francisco                                                           | Messico                                                                 | 2 – 1                                                                   | Norvegia                                                                | Amichevole                                                              | -                                                                       | 18’                                                                     |
| 29-1-2006                                                               | Carson                                                                  | Stati Uniti                                                             | 5 – 0                                                                   | Norvegia                                                                | Amichevole                                                              | -                                                                       | 64’                                                                     |
| 1-3-2006                                                                | Dakar                                                                   | Senegal                                                                 | 2 – 1                                                                   | Norvegia                                                                | Amichevole                                                              | -                                                                       | 46’                                                                     |
| Totale                                                                  |                                                                         | Presenze                                                                | 46                                                                      |                                                                         | Reti                                                                    | 3                                                                       |                                                                         |

| Cronologia completa delle presenze e delle reti in nazionale ― Norvegia under 20 | Cronologia completa delle presenze e delle reti in nazionale ― Norvegia under 20 | Cronologia completa delle presenze e delle reti in nazionale ― Norvegia under 20 | Cronologia completa delle presenze e delle reti in nazionale ― Norvegia under 20 | Cronologia completa delle presenze e delle reti in nazionale ― Norvegia under 20 | Cronologia completa delle presenze e delle reti in nazionale ― Norvegia under 20 | Cronologia completa delle presenze e delle reti in nazionale ― Norvegia under 20 | Cronologia completa delle presenze e delle reti in nazionale ― Norvegia under 20 |
| Data                                                                             | Città                                                                            | In casa                                                                          | Risultato                                                                        | Ospiti                                                                           | Competizione                                                                     | Reti                                                                             | Note                                                                             |
| -------------------------------------------------------------------------------- | -------------------------------------------------------------------------------- | -------------------------------------------------------------------------------- | -------------------------------------------------------------------------------- | -------------------------------------------------------------------------------- | -------------------------------------------------------------------------------- | -------------------------------------------------------------------------------- | -------------------------------------------------------------------------------- |
| 7-3-1993                                                                         | Adelaide                                                                         | Messico under 20                                                                 | 3 – 0                                                                            | Norvegia under 20                                                                | Mondiali Under-20 1993 - 1º turno                                                | -                                                                                | 65’                                                                              |
| 9-3-1993                                                                         | Adelaide                                                                         | Norvegia under 20                                                                | 0 – 0                                                                            | Arabia Saudita under 20                                                          | Mondiali Under-20 1993 - 1º turno                                                | -                                                                                | 68’                                                                              |
| 11-3-1993                                                                        | Adelaide                                                                         | Norvegia under 20                                                                | 0 – 2                                                                            | Brasile under 20                                                                 | Mondiali Under-20 1993 - 1º turno                                                | -                                                                                | 72’                                                                              |
| Totale                                                                           |                                                                                  | Presenze                                                                         | 3                                                                                |                                                                                  | Reti                                                                             | 0                                                                                |                                                                                  |

## Palmarès

### Club
- Coppa di Norvegia: 1

Molde: 2005